# Майбалык (Жамбылский район)
Майбалык (каз. Майбалық) — село в Жамбылском районе Северо-Казахстанской области Казахстана. Входит в состав Благовещенского сельского округа. Код КАТО — 594637300.

## География
Расположено около озера Майбалык. В 3 км к югу от села находится Кешкинесор. В 12 км к юго-востоку от села находится Найзаколь. В 5 км к северу от села находится Танат-Узынколь.

## Население
В 1999 году население села составляло 423 человека (211 мужчин и 212 женщин). По данным переписи 2009 года, в селе проживало 322 человека (165 мужчин и 157 женщин).

## См.также
- Жалтырсор (озеро)
- Итбалык (озеро)